# محمد أحمد الكباب
محمد أحمد الكباب، طبيب وسياسي ودبلوماسي يمني. شغل عدد من المناصب السياسية منها وزير للصحة والشباب والرياضة وسفير لليمن لدى السعودية.

## ميلاده وتعليمه
من مواليد 3 أغسطس 1947 ذبحان، الشمايتين، محافظة تعز. في العام 1958 سافر إلى مصر والتحق مباشرة في المدرسة الابتدائية في القاهرة، ثم درس الإعدادية والثانوية في طنطا ثم التحق بكلية الطب جامعة الإسكندرية تخصص أنف وأذن وحنجرة.

### الوظائف والمناصب التي شغلها[1][2][3]

#### فيالجمهورية العربية اليمنية(قبلالوحدة اليمنية)
- بعد عودته إلى اليمن باشر عمله في العام 1974 في مستشفى الثورة في مدينة التربة، ثم في العام التالي عين طبيب ورئيس قسم الأنف والأذن والحنجرة في مستشفى الثورة في مدينة تعز.
- في عام 1977 عُيِّن مدير عام لمكتب الصحة في مدينة تعز.
- رئيسًا لجمعية الهلال الأحمر اليمني من ورئيس لجمعية الكشافة والمرشدات اليمنية.
- في العام 1980 عُيِّن وزيرا للصحة وظل في المنصب حتى 1988.
- رئيس اللجنة الأولمبية في اليمن الشمالي ثم مؤسس و رئيس أول لجنة أولمبية يمنية موحدة لرياضِيِّي الشطرين الشمالي والجنوبي قبل الوحدة اليمنية وبعدها خلال الفترة 1990-1994.
- في العام 1988 عُيِّن وزيرا للشباب والرياضة وظل في المنصب حتى مايو 1990.

#### فيالجمهورية اليمنية(بعد الوحدة)
- 1990-1994 عُيِّن وزيراً للشباب والرياضة (لفترتين مايو 1990-مايو 1993 و مايو 1993-اكتوبر 1994).
- 1990-1995 رئيس اللجنة الأولمبية خلال الفترة 1990-1994.
- 1995-2001 سفير اليمن لدى المملكة العربية السعودية.
- 2001 عضو مجلس الشورى حتى اليوم.

رئيس جمعية الهلال الأحمر اليمني منذ العام 1981.

## نشاطه الرياضي
يعتبر الدكتور محمد الكباب في الأساس شخصية رياضية بدأت حياتها مع الرياضة منذ مرحلة الطفولة وخاصة كرة القدم التي مارسها بعشق كبير خلال دراسته في كلية الطب بالإسكندرية في جمهورية مصر العربية، وقبل ذلك عبر منتخب البعثة اليمنية في طنطا. ثم اختَيْر من خلال مدرسة القاصد ضمن نجوم منتخب المدارس في محافظة طنطا، كما كان أحد أعضاء فريق طنطا الرياضي الثقافي. وفي جامعة الاسكندرية كان أحد أبرز نجوم كلية الطب ومن ثم أحد نجوم جامعة الاسكندرية. إضافة إلى تألقه في رياضة السباحة والتي يجيدها بشكل محترف بعد كرة القدم وحقق من خلالها العديد من مراكز الصدارة في كثير من المسابقات المحلية والدولية كما حصد جملة من الجوائز والميداليات. كما مارس الكثير من الألعاب الرياضية الأخرى مثل كرة الطائرة وكرة الطاولة وتنس الميدان وهو حالياً الرئيس الفخري للاتحاد اليمني لتنس الميدان.
وخلال مسيرته الرياضية، اسهم في تأسيس عدد من الأندية والاتحادات المحلية، منها نادي الصحة واتحاد الفروسية وتنس الميدان، كما يعتبر مؤسس أول لجنة أولمبية موحدة تشمل رياضيي الشطرين الشمالي والجنوبي قبل الوحدة. إضافة إلى ذلك كان عضو المكتب التنفيذي للاتحاد العربي للألعاب الرياضية (1991-1994)، و ترأس وفد اليمن إلى الألعاب الآسيوية ببكين عام 1990 و أولمبياد برشلونة 1992.

## نشاطه التنظيمي
من مؤسسي حزب المؤتمر الشعبي العام.